# Gilles Ménage
Gilles Ménage (fr; Angers, 15 de agosto de 1613 — Paris, 23 de julho de 1692) foi um erudito, filólogo e escritor francês.

## Biografia
Nascido em Angers, era filho de Guillaume Ménage, advogado do rei em Angers. Sua memória excepcional e entusiasmo pelos estudos permitiram que concluísse rapidamente sua formação literária e profissional. Exerceu a advocacia em Angers antes dos 20 anos. Em 1632, já atuava em casos perante o parlement de Paris.
Problemas de saúde o fizeram abandonar a carreira jurídica pela vida eclesiástica. Tornou-se prior de Montdidier sem ordenar-se sacerdote e viveu por alguns anos na residência do cardeal Jean François Paul de Gondi (então coadjutor do Arcebispo de Paris), onde dedicou-se aos estudos literários.
Após desentendimentos com seu patrono por volta de 1648, retirou-se para uma casa no claustro de Notre-Dame de Paris, onde organizou reuniões literárias às quartas-feiras, chamadas "Mercuriais". Entre os frequentadores estavam Jean Chapelain, Paul Pellisson, Valentin Conrart, Jean François Sarrazin e Du Bos. Foi tutor de Madame de La Fayette, a quem era muito apegado. Membro da Accademia della Crusca de Florença, sua personalidade sarcástica impediu sua admissão na Académie française. Alvo de sátiras de Boileau e Molière, este último o imortalizou como o pedante Vadius em As Mulheres Sabidas, representação que Ménage preferiu ignorar.
Em 1664, publicou em Londres uma edição de Vidas e Doutrinas dos Filósofos Ilustres de Diógenes Laércio, incluindo uma biografia inédita de Aristóteles conhecida como "Vita Menagiana". Em 1690, lançou Historia Mulierum Philosopharum, obra pioneira sobre 65 filósofas da Antiguidade, dedicada à erudita Anne Lefèvre Dacier, por ele considerada "a mais sábia das mulheres, do passado ou do presente".
Faleceu em Paris em 1692. Seus amigos publicaram postumamente o Menagiana, coletânea de seus ditos e conversas, editada por Bernard de la Monnoye (2 vols., 1693-1694).

## Obras (lista parcial)
- Poemata latina, gallica, graeca, et italica (1656)
- Observationes et emendationes in Diogenem Laertium (Paris, 1663; reimpressões: Londres, 1664; Amsterdã, 1692)
- Origini della lingua italiana (1669)
- Dictionnaire étymologique (1650 e 1670)
- Observations sur la langue française (1672–1676)
- Histoire de Sablé (1686) - Segunda parte editada por J.B. Haureau em 1873.[3]
- Anti-Baillet (1690)
- Historia mulierum philosopharum (1690) - Edição francesa: Histoire des femmes philosophes. Paris: Arléa, 2006. Tradução de Manuella Vaney. ISBN 2-86959-719-3.

## Traduções em inglês
- The History of Women Philosophers. Traduzido do latim por Beatrice H. Zedler. Lanham: University Press of America, 1984.